# Zipang
Zipang (ジパング?, Jipangu) è un manga creato da Kaiji Kawaguchi. Una serie animata, prodotta dallo Studio Deen, è stata trasmessa in Giappone dal 2004 al 2005 da Tokyo Broadcasting System, per poi arrivare anche negli USA dal settembre 2006 grazie a Geneon Entertainment che ne ha prodotto la diffusione in DVD.

## Trama

Il nuovissimo cacciatorpediniere Mirai, della Kaijō Jieitai (Forza marittima di autodifesa), equipaggiato con armamenti e dispositivi per il combattimento aeronavale di ultima generazione, salpa dalle coste del Giappone per un'esercitazione con la U.S. Navy da compiersi al largo di Pearl Harbor. Durante la navigazione, la Mirai si imbatte in una strana tempesta magnetica, e poco dopo averla attraversata, dalla nebbia l'equipaggio vede emergere la figura della corazzata Yamato, la nave ammiraglia della Marina imperiale giapponese che combatté nella seconda guerra mondiale; sgomenti, si rendono quindi conto di aver viaggiato nel tempo fino alla battaglia delle Midway, giugno nel 1942. Il loro primo desiderio è quello di tornare a casa ma quando capiscono che potrebbero non esserne capaci le opinioni si dividono su quale sia la strada da percorrere. Da una parte c'è chi vorrebbe passare del tutto inosservato, per non rischiare di alterare la storia, dall'altra invece vi è chi, vuoi per amor di patria, per spirito di rivalsa verso una guerra perduta, o semplicemente per proteggere il proprio Paese e il suo popolo dagli orrori della guerra e dalla minaccia nucleare, vorrebbe sfruttare l'immenso potenziale bellico e tecnologico della Mirai per cambiare il corso della guerra.
Una serie di imprevisti, tra i quali il salvataggio del tenente di vascello Kusaka, destinato a morire nella normale linea temporale, porterà la Mirai e il suo equipaggio a cambiare irrimediabilmente il corso della storia.

## Tematiche
La storia analizza in particolare la difficile e complicata visione che il Giappone ha con le vicende storiche relative alla Seconda Guerra Mondiale.
Infatti, se da una parte i Giapponesi, e quindi anche l'equipaggio della Mirai, sono consapevoli del fatto che quella di allora era una società militarizzata, per certi versi fanatica, e resasi colpevole, soprattutto per quanto riguarda l'esercito, di atti di indicibile crudeltà a danno dei territori occupati e della popolazione civile, dall'altro il forte amor di patria che da sempre contraddistingue il popolo nipponico impedisce a quest'ultimo di rinnegare e riconoscere come sbagliata quella che era stata la motivazione principale che - secondo la propaganda giapponese dell'epoca - aveva portato alla guerra: permettere al Giappone di sfuggire all'oppressivo controllo esercitato dagli Stati Uniti sulla sua economia e conquistarsi l'indipendenza energetica che avrebbe garantito la nascita di un grande impero.
A dimostrazione di quanto questo tema sia sensibile vi è il fatto che pochi sono i registi e i mangaka che abbiano avuto il coraggio di affrontare nelle loro opere le tematiche inerenti alla guerra e alle sue conseguenze. Tra questi, è da segnalare senza dubbio Rapsodia d'Agosto, di Akira Kurosawa, che tratta la questione, se possibile ancor più spinosa, delle bombe atomiche di Hiroshima e Nagasaki; in questo film, che tratta anche e soprattutto del confronto tra vecchie e nuove generazioni, e quindi anche del confronto dei giovani di oggi con gli anziani, che hanno subito la bomba, e gli Stati Uniti, che ne sono gli artefici, viene evidenziato come tra i Giapponesi di oggi vi sia la volontà di dimenticare, ma non di perdonare.
La teoria portata avanti da Zipang sembra essere quella secondo la quale il fine e la visione d'insieme che è stata alla base della guerra fosse giusta, ma che sbagliati fossero i metodi con i quali è stata portata avanti e che sbagliata fosse, in un certo senso, la società di allora, che vedeva solo il lato eroico della guerra restando sorda, e rendendosi quindi complice, degli atti di crudeltà compiuti dai soldati giapponesi.

## Errori
In una mappa dell'Indonesia, una città in Sumatra viene erroneamente chiamata "Tubuk Linggau", mentre il nome corretto era "Lubuk Linggau".

## Doppiaggio
| Personaggio            | Voce giapponese   | Doppiatore inglese      |
| ---------------------- | ----------------- | ----------------------- |
| Yosuke Kadomatsu       | Tetsu Inada       | Mark R. Kaufmann        |
| Takumi Kusaka          | Hiroki Touchi     | Edward Choy Keng Choong |
| Masayuki Kikuchi       | Takanori Hoshino  | Paul John Pistore       |
| Kouhei Oguri           | Yūji Ueda         | Jamie Ross Meldrum      |
| Saburo Umezu           | Yuusaku Yara      | Joe Murray              |
| Mamoru Satake          | Takashi Matsuyama | Terry Lee               |
| Isshin Yanagi          | Eiji Takemoto     | Darryl Ervin            |
| Sachiko Momoi          | Yoshiko Iseki     | Chio Su Ping            |
| Hideyuki Kashiwabara   | Ryo Naitou        | Jeremy Craig            |
| Kazuma Tsuda           | Kenji Nojima      | RayRay Wayne Kauchak    |
| Elichiro Taki          | Unshō Ishizuka    | Curran Shane Mardjuki   |
| Kanji Ishiwara         | Naoki Tatsuta     | Joe Murray              |
| Samuel D. Hutton       | Masashi Hirose    | Daniel James Dugard     |
| Chris Evans            |                   | Paul John Pistore       |
| Captain Gray           | Jūrōta Kosugi     | Ian Patrick Corrigan    |
| Kaoru Yonakura         | Hiroshi Shimozaki | Joe Murray              |
| Rear Admiral Noyes     | Bon Ishihara      | Jerry Szombathy         |
| Katagiri               | Naru Kawamoto     | William Gary Ladick     |
| Captain Shimamoto      | Takeshi Koyama    | William Gary Ladick     |
| Terry                  |                   | Andrew Szombathy        |
| Yasushi Asou           |                   | Jeremy Craig            |
| Katsutoshi Hayashibara | Mamoru Miyano     | Dwayne Tan              |

## Episodi
| Nº | Titolo italiano Giapponese 「Kanji」 - Rōmaji                                | In onda          | In onda |
| Nº | Titolo italiano Giapponese 「Kanji」 - Rōmaji                                | Giapponese       |         |
| 1  | Future Departure 「みらい出港」 - mirai shukkō                               | 7 ottobre 2004   |         |
| 2  | Midway 「ミッドウェー」 - middōe                                             | 14 ottobre 2004  |         |
| 3  | Person Adrift 「漂流者」 - hyōryūsha                                         | 21 ottobre 2004  |         |
| 4  | Battle of the Future 「みらいの戦闘」 - miraino sentō                        | 28 ottobre 2004  |         |
| 5  | Souka`s Choice 「草加の選択」 - sōka no sentaku                              | 4 novembre 2004  |         |
| 6  | Attack Order 「攻撃命令」 - kōgekimeirei                                     | 11 novembre 2004 |         |
| 7  | Malay Railway 「マレー鉄道」 - mare tetsudō                                  | 18 novembre 2004 |         |
| 8  | Pursuer 「追跡者」 - tsuiseki mono                                           | 25 novembre 2004 |         |
| 9  | Deadline 「デッドライン」 - deddorain                                        | 2 dicembre 2004  |         |
| 10 | Interchange 「交流」 - kōryū                                                 | 9 dicembre 2004  |         |
| 11 | Island of Guadalcanal 「ガダルカナル島」 - gadarukanaru shima                | 16 dicembre 2004 |         |
| 12 | Arrow of Sagittarius 「サジタリウスの矢」 - sajitariusu no ya                | 23 dicembre 2004 |         |
| 13 | Country of Gold 「黄金の国」 - ōgon no kuni                                  | 30 dicembre 2004 |         |
| 14 | Clash! 「激突！」 - gekitotsu!                                               | 6 gennaio 2005   |         |
| 15 | The Living and the Dead 「生者と死者」 - seisha to shisha                    | 13 gennaio 2005  |         |
| 16 | Major Okumura's Will 「岡村少佐の意志」 - okamura shōsa no ishi              | 20 gennaio 2005  |         |
| 17 | Zipang's Movement 「ジパング胎動」 - jipangu taidō                           | 27 gennaio 2005  |         |
| 18 | Reunion 「再会」 - saikai                                                    | 3 febbraio 2005  |         |
| 19 | Another Staff Headquarters 「もうひとつの参謀本部」 - mōhitotsuno sanbōhonbu | 10 febbraio 2005 |         |
| 20 | E-No. 21 「伊－21号」 - i - 21 gō                                            | 17 febbraio 2005 |         |
| 21 | 1 against 40 「1対40」 - 1 tsui 40                                           | 24 febbraio 2005 |         |
| 22 | Warning 「警告」 - keikoku                                                   | 3 marzo 2005     |         |
| 23 | Sinking of WASP 「ワスプ撃沈」 - wasupu gekichin                             | 10 marzo 2005    |         |
| 24 | The Dead and the Living 「死者と生者」 - shisha to seisha                    | 17 marzo 2005    |         |
| 25 | Return 「帰還」 - kikan                                                      | 24 marzo 2005    |         |
| 26 | The Place I Ought to Return 「戻るべきところ」 - modoru bekitokoro           | 31 marzo 2005    |         |

## Viaggi nel tempo
I viaggi nel tempo sono un tema classico della fantascienza, così come lo sono l'idea di viaggiare a ritroso nel tempo e poter interferire con eventi passati, e la scelta della seconda guerra mondiale come periodo storico.
Ne sono esempi l'episodio pilota di Ai confini della realtà (The Time Element, 1958) e il film Countdown dimensione zero (a cui, per altro, Zipang sembra ispirarsi).